# Sępólno Krajeńskie (stacja kolejowa)
Sępólno Krajeńskie – nieczynna stacja kolejowa w Sępólnie Krajeńskim, w województwie kujawsko-pomorskim, w Polsce.